# Maria Chambefort
Pour les articles homonymes, voir Chambefort.
Marie Chambefort dite Maria Chambefort, née le 8 janvier 1840 à Mâcon et morte le 1er mai 1893 à Roanne, est une des premières femmes photographes daguerréotypistes françaises.
Elle a parfois été confondue avec sa mère, Jeanne-Marie Perraud, notamment dans Au premier temps des photographes. Roanne, cité modèle, 1840-1940, exposition virtuelle créée pour le site Lectura par la médiathèque de Roanne en 2008.

## Biographie

### Famille
Née en 1840, Marie Chambefort est le premier enfant de Jean-Louis Chambefort, entrepreneur en terrassements, et Jeanne Marie Perraud, lingère, mariés le 1er juin 1837 à Mâcon. Elle a un frère, François, né le 14 novembre 1850 et mort le 5 mai 1925 à Roanne.  
Le 20 juillet 1874, elle épouse le négociant Jacques Léon Chanteloube à Roanne. Le couple a trois filles : Delphine, Léontine et Marie Louise. Les deux époux meurent à Roanne, Jacques Léon Chanteloube le 27 septembre 1885 et Maria Chambefort le 1er mai 1893. Les effets du couple sont dispersés lors d'une vente aux enchères qui a lieu à Roanne le 21 juin 1893.  

### Formation et carrière
Maria Chambefort aurait été formée à Lyon par François Perraud, son oncle, daguerréotypiste chez qui elle habite en 1856, alors âgée de 16 ans.  Après sa formation, elle commence sa carrière à Mâcon, sa ville natale. 
Il est vraisemblable que Maria Chambefort s’installe à Roanne comme photographe fin 1858. En effet, le 10 mars 1859, un encart publié dans le journal L’Écho roannais indique que « Mlle Maria Chambefort, connue depuis trois mois à Roanne pour la grande perfection des portraits et groupes de famille qu’elle y a faits, se fait un devoir de prévenir le public que son départ de Roanne, motivé par des affaires de famille, est fixé fin mars prochain ». 
Son établissement est alors installé 32 rue Impériale, maison Petit. Il est transféré au no 9 de la même rue, maison Roux en mars 1859, puis, au no 1, maison Villemin en octobre 1859. En 1861, Maria Chambefort loge au no 9 de la rue Impériale avec sa mère Jeanne Marie Perraud, épouse Chambefort, et son jeune frère François. En 1865, l’atelier déménage sur la place d'Armes à Roanne,.
Dans les publicités qu’elle diffuse, elle se présente comme « artiste photographe, élève des premiers praticiens de Paris et de Lyon, connue depuis deux ans dans le département de Saône-et-Loire par l'incontestable perfection et la fidèle ressemblance du grand nombre de portraits et de groupes de familles qu'elle y a fait… Les nouveaux perfectionnements apportés à l'exécution de son travail offrent maintenant tous les avantages que l'on désirait depuis si longtemps, c'est-à-dire le modelé et le coloris de la miniature et de l'aquarelle unis à la vérité si exacte de la photographie, ce que la peinture ne pouvait obtenir que très rarement, et encore à des prix élevés… ».
Également dans ses publicités, on apprend qu'elle propose de réaliser des portraits, mais également de photographier des œuvres d'art, des rues d'habitation ou encore de produire de nouvelles épreuves de daguerréotypes pour les agrandir, les retoucher ou les réduire afin d'en faire des médaillons. Elle se déplace à domicile, notamment en cas de portraits après décès. 